# Cingkrong
Cingkrong is een bestuurslaag in het regentschap Grobogan van de provincie Midden-Java, Indonesië. Cingkrong telt 6032 inwoners (volkstelling 2010).